# El Villar
El Villar (en castellà i oficialment Villar del Arzobispo, pronunciat en la parla xurra com El Villar de l'Arcebispo) és un municipi del País Valencià situat a la comarca dels Serrans.

## Geografia
Situat al peu del Cerro Castellar, al cim del qual es troben les restes d'uns dels abundants poblats ibers de la zona, a 520 metres d'altitud sobre el nivell de la mar. La fisonomia del Villar és una barreja de muntanyes i planes. Les seues muntanyes són riques en materials argilosos i les seues planes són utilitzades per a l'agricultura. Actualment, té una població de 3.650 habitants aproximadament i una superfície de 3.489 hectàrees.
El Villar està ubicat a 4 km de la CV-35 (València-Ademús), a l'encreuament amb la CV-395 (Requena-Sogorb) que passa per la població.
El terme municipal del Villar limita amb les següents localitats: Andilla, Casinos, Domenyo, Figueroles, Llíria, Llosa del Bisbe i Xulilla.

## Història

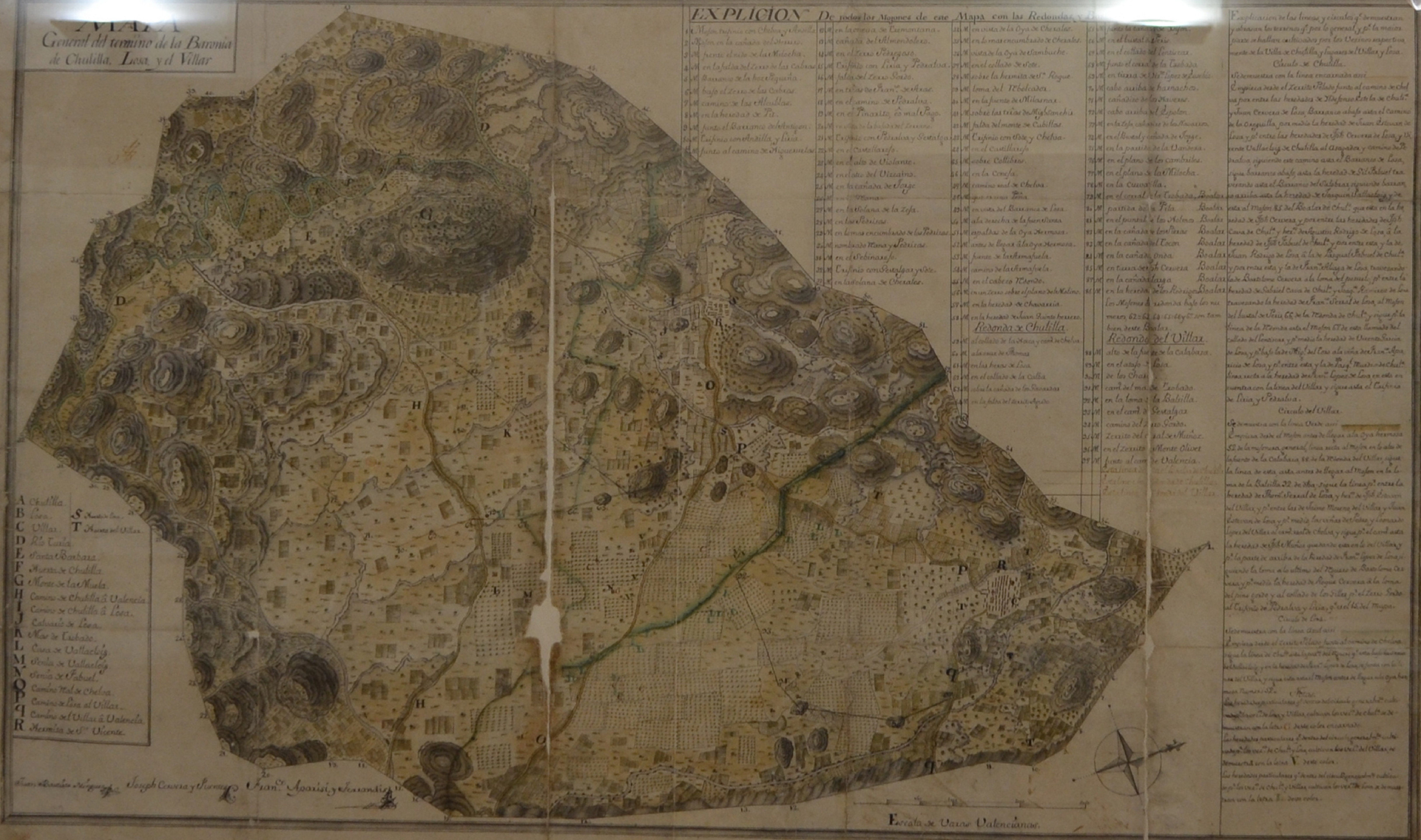
Mapa de 1770 de Xulilla, El Villar i La Llosa del Bisbe

Poblada antigament, des de l'edat de bronze, pels ibers i més tard pels romans, als quals deu el seu nom actual (Villar, que vol dir 'conjunt de viles') i pels àrabs, als quals deu el seu primer nom, Benaduf ('el que toca el pander').
En 1236, Jaume I, després d'expulsar els sarraïns, va donar la població en senyoriu a D. Fernando Díaz. En 1271, Hurtado Lihorí era el senyor de Villar de Benaduf, el qual passarà a ser depenent de la Baronia d'Andilla, fins que l'any 1300 va passar a formar part de la Baronia de Xulilla i, al mateix temps, va ser patrimoni de la Mitra Valentina.
En 1323, D. Ramon Gastó (arquebisbe de València) li atorgà per Carta Pobla el poble de Villar a 15 cristians vells que havien construït els seus habitatges a l'actual carrer de l'Església.
En 1381, el Bisbe de València va ordenar la construcció, al costat de l'església, d'una residència d'estiu per a ell i els seus successors, ja que de tots els territoris de la Mitra Valentina, Villar de Benaduf era el que reunia les millors condicions climatològiques. El seu palau arquebisbal va ser proposat a Carles V com a residència per a curar la seua malaltia perquè era el lloc "més sa d'Espanya" (Bernardo Espinalt, Atalante Español, tomo VIII, Imprenta Real, Madrid, 1784).
El 7 de maig de 1795, el rei Carles IV li va concedir el sobrenom "del Arzobispo", substituint "de Benaduf". Al mateix temps també li va atorgar el títol de vila real.
Durant les guerres carlistes, al segle xix, el conjunt de la torre de l'església i del palau va ser quarter general de les tropes carlistes. A la Guerra Civil es va situar la rereguarda del front de Terol i va tindre hospital de campanya, situat a les actuals escoles, i aeròdrom militar.
Al llarg dels segles, el creixement de la vila ha sigut causa de l'intens cultiu de les terres més properes al poble.

## Demografia
| 1795  | 1900  | 1920  | 1950  | 1960  | 1970  | 1981  | 1991  | 2001  | 2004  | 2005  | 2008  | 2010  | 2012  | 2014  |
| ----- | ----- | ----- | ----- | ----- | ----- | ----- | ----- | ----- | ----- | ----- | ----- | ----- | ----- | ----- |
| 2.250 | 3.929 | 4.497 | 4.303 | 3.973 | 3.697 | 3.526 | 3.398 | 3.459 | 3.626 | 3.673 | 3.863 | 3.952 | 3.777 | 3.665 |

## Economia
Ells principals ingressos del Villar provenen de l'agricultura de secà, on destaquen la vinya, l'olivera, l'ametler i els fruiters, encara que des de fa algun temps part de l'agricultura ha passat a ser de regadiu. També és destacable, però en menor mesura, el creixement de la ramaderia. Hui dia, la seua economia està basada sobretot en la mineria del sílice i l'argila i el seu transport a Castelló de la Plana, principalment. Este sector ha propiciat una incipient industrialització amb la instal·lació d'una fàbrica de materials de construcció i de llavadors d'arenes silícies i caolí. Finalment, en el sector servicis trobem l'apartat de comerç, sanitari, educatiu i d'oci.

## Política i govern

### Composició de la Corporació Municipal
El Ple de l'Ajuntament està format per 11 regidors. En les eleccions municipals de 26 de maig de 2019 foren elegits 5 regidors del Partit Popular (PP), 3 del Partit Socialista del País Valencià (PSPV-PSOE), 2 d'Esquerra Unida-Seguim Endavant (EUPV) i 1 de Serranía es Futuro Villar-Compromís (SEF-Compromís).
| Eleccions municipals de 26 de maig de 2019 - el Villar |                                          |                                     |                                     |        |          |          |
| Candidatura | Candidatura                              | Candidatura                         | Cap de llista                       | Vots   | Vots     | Regidors |
| | Partit Popular                           |                                     | María Carmen Porter Jarrín          | 885    | 44,29%   | 5 ()     |
| | Partit Socialista del País Valencià-PSOE |                                     | María Ángeles Beaus Crespo          | 603    | 30,18%   | 3 ()     |
| | Esquerra Unida-Seguim Endavant           |                                     | Vicente Portolés Peñalver           | 334    | 16,72%   | 2 ()     |
| | Serranía es Futuro-Compromís             |                                     | Luis (Porrio) Suller Estevan        | 162    | 8,11%    | 1 (+1)   |
| | Vots en blanc                            |                                     |                                     | 14     | 0,70%    |          |
| Total vots vàlids i regidors | Total vots vàlids i regidors             | Total vots vàlids i regidors        | Total vots vàlids i regidors        | 1.998  | 100 %    | 11       |
| | Vots nuls                                | Vots nuls                           | Vots nuls                           | 17     | 0,84%    |          |
| Participació (vots vàlids més nuls) | Participació (vots vàlids més nuls)      | Participació (vots vàlids més nuls) | Participació (vots vàlids més nuls) | 2.015  | 74,82%** |          |
| Abstenció | Abstenció                                | Abstenció                           | Abstenció                           | 678*   | 25,18%** |          |
| Total cens electoral | Total cens electoral                     | Total cens electoral                | Total cens electoral                | 2.693* | 100 %**  |          |
| Alcaldessa: María Ángels Beaus Crespo (PSPV) (15/06/2019) Per majoria absoluta dels vots dels regidors (6 vots: 3 de PSPV, 2 d'EUPV i 1 de SEF-Compromís) |                                          |                                     |                                     |        |          |          |
| Fonts: JEC, JEZ Llíria, M. Interior, Periòdic Ara. (* No són vots sinó electors. ** Percentatge respecte del cens electoral.)                             |                                          |                                     |                                     |        |          |          |

### Alcaldes
Des de 2019 l'alcaldessa del Villar és María Ángeles Beaus Crespo del Partit Socialista del País Valencià (PSPV-PSOE).
| Període                       | Alcalde o alcaldessa                                   | Partit polític       | Data de possessió     | Observacions       |
| ----------------------------- | ------------------------------------------------------ | -------------------- | --------------------- | ------------------ |
| 1979–1983                     | Rafael Beaus España                                    | ADM                  | 19/04/1979            | --                 |
| 1983–1987                     | Rafael Beaus España                                    | PSPV-PSOE            | 28/05/1983            | --                 |
| 1987–1991                     | Rafael Beaus España                                    | PSPV-PSOE            | 30/06/1987            | --                 |
| 1991–1995                     | Luis Aparicio Ibáñez                                   | PP                   | 15/06/1991            | --                 |
| 1995–1999                     | Luis Aparicio Ibáñez                                   | PP                   | 17/06/1995            | --                 |
| 1999–2003                     | Miguel Adrián Valero                                   | PP                   | 03/07/1999            | --                 |
| 2003–2007                     | Julio Burgos Veintimilla José Luis Valero Pérez        | PSPV-PSOE Entesa     | 14/06/2003 01/09/2004 | Pacte de govern -- |
| 2007–2011                     | José Luis Valero Pérez Eduardo Gómez Martínez          | EUPV-EV-IR PSPV-PSOE | 16/06/2007 01/07/2009 | Pacte de govern -- |
| 2011–2015                     | María Carmen Porter Jarrín                             | PP                   | 11/06/2011            | --                 |
| 2015–2019                     | José Vidal Balaguer Aparicio Vicente Portoles Peñalver | ViP EUPV             | 13/06/2015 11/06/2016 | Pacte de govern -- |
| 2019-2023                     | María Ángeles Beaus Crespo                             | PSPV-PSOE            | 15/06/2019            | --                 |
| Des de 2023                   | n/d                                                    | n/d                  | 17/06/2023            | --                 |
| Fonts: Generalitat Valenciana |                                                        |                      |                       |                    |

## Monuments

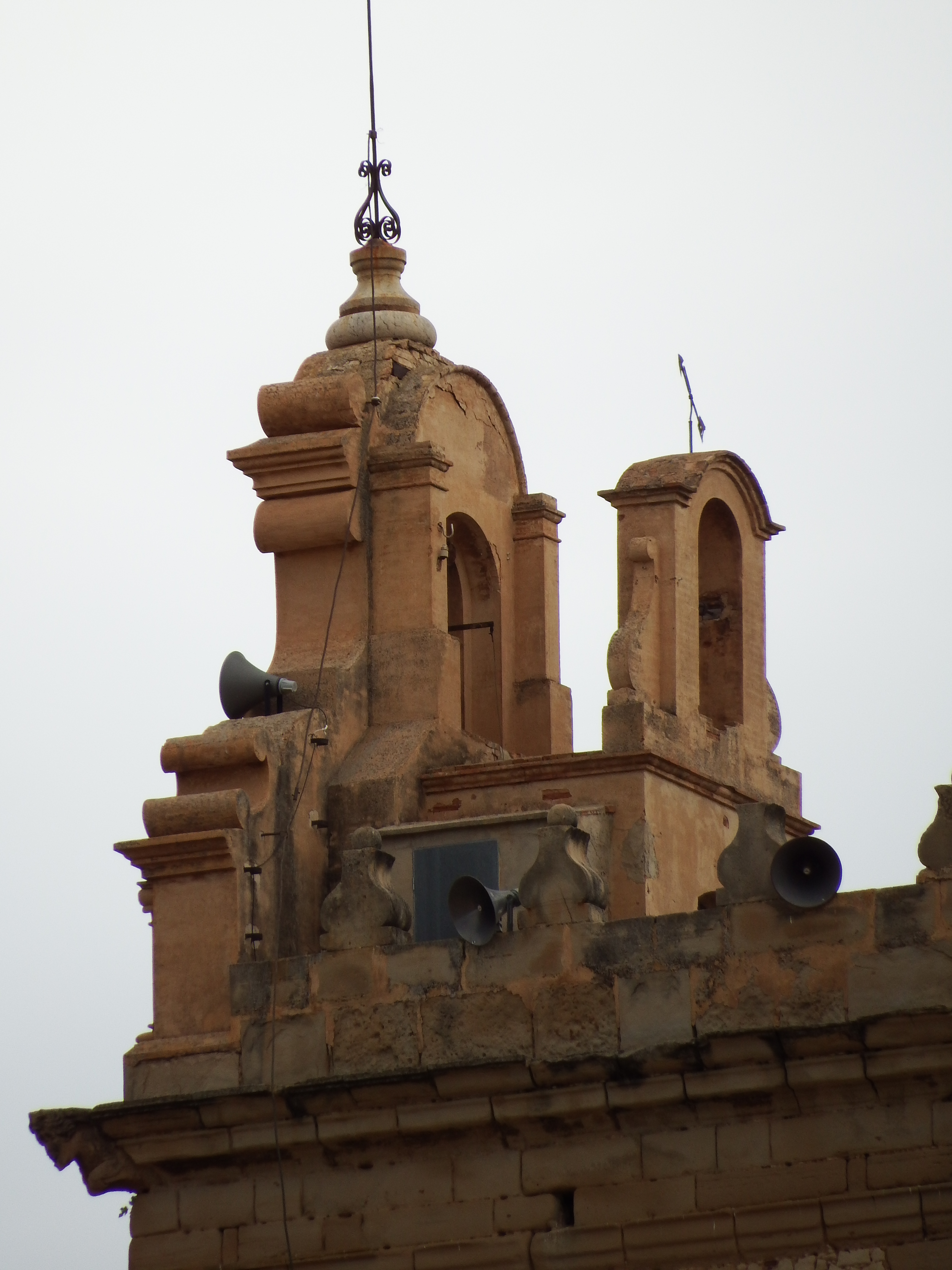
Església

Un dels seus monuments més emblemàtics és l'Església de Nostra Senyora de la Pau. Data del segle xvi, és d'estil renaixentista i té elements gòtics de la seua construcció primitiva. En la façana destaquen la porta clavetejada, una talla de la Verge de la Pau en pedra sauló i uns medallons dels arquebisbes de València. En la torre, de base quadrada, s'aprecien quatre gàrgoles de sauló de traça gòtica i l'espadanya del rellotge afegida en 1906.
Al costat de l'Església està ubicat el Palau Arquebisbal d'estil gòtic renaixentista i construït durant els segles XIV-XVII. Va ser residència dels arquebisbes de València fins a la desamortització de Mendizábal. Actualment només es conserva la part noble. Destaca la seua escalinata, en la paret de la qual estan incrustades les làpides del cementeri romà que es trobaren en l'actual Plaça de l'Església. A més a més, en la seua porta es pot admirar tallat en pedra negra, l'escut d'Alcubles amb les armes de la casa dels Àustria.
Altre monument és l'Ermita de Sant Vicent. Segons conta la llegenda, Sant Vicent que estava predicant en El Villar va atendre la sol·licitud del vilarenses perquè hi haguera aigua en la població. El sant va preguntar si volien riu o font, i contestaren que font. Aleshores, prop de la font es va construir l'Ermita en honor Sant Vicent, durant els segles XV-XVII d'estil gòtic tardà amb posteriors afegits.
Finalment, Villar compta amb un Museu Etnogràfic, la Casa de los Cinteros. Es tracta d'un edifici de cert rang del segle xix que encara conserva els elements constructius de l'època, així com les dependències típiques (quadra, obrador, bodega, cuina, habitacions i entrada). La casa també conté utensilis de l'època.

## Fills il·lustres
- José Martínez Guerricabeitia, (1921-1986), anarquista, editor i escriptor.
- Jesús Martínez Guerricabeitia, (1922-2015), editor, col·leccionista d'art i mecenes.

## Festes i celebracions
Les festes patronals se celebren el 24 de gener en honor de la Verge de la Pau. Es fa una processó i una revetla en l'intermedi de la qual es repartixen tortes de tajá (cansalada) i sardina i vi. En estiu, durant deu dies i fins al 16 d'agost aproximadament, se celebren les festes en honor de Sant Roc, durant les quals se succeïxen revetles i actes lúdics diversos, com ara celebracions taurines i el multitudinari concurs de paelles en el Carrer de les Creus.
En febrer, se celebra la festa més rellevant del Villar: el Carnaval, la data del qual varia en funció de la Quaresma. La vesprada del dijous desfilen els xiquets del Centre Ocupacional i de nit es vela a la morca (botifarra feta de cartó pedra). El divendres per la vesprada desfilen els xiquets del col·legi del municipi, Fabián i Fuero. Eixa nit se celebra el Concurs de murgues i a continuació una gran revetla. Destaca la desfilada de disfresses del dissabte de vesprada i la cremada del Chinchoso. A mitjanit, es fa l'Enterrament de la Morca acompanyat amb una desfilada de torxes i música. Després hi ha revetla fins a l'alba, quan es llancen les cendres de la morca al Balsón (una bassa gran del poble).

## Gastronomia
Entre els plats típics més populars figuren:
L'Olla Xurra. Olla feta a foc lent. Els seus ingredients principals són: creïlles, faves, card, botifarra, os ranci de gerra, morros de porc.
Les farinetes, fetes amb farina de blat.
L'embotit és de molt bona qualitat, sobretot el de la gerra, conservat amb oli d'oliva. Els dolços típics són els "congretes", realitzats amb farina, oli i sucre; i les "roses", fetes amb ou batut mullat en motles de ferro que formen el dibuix d'una rosa.
En Villar, també són famosos els seus vins com el "Viña Villar" reconegut a nivell internacional.